# Turkish Stream

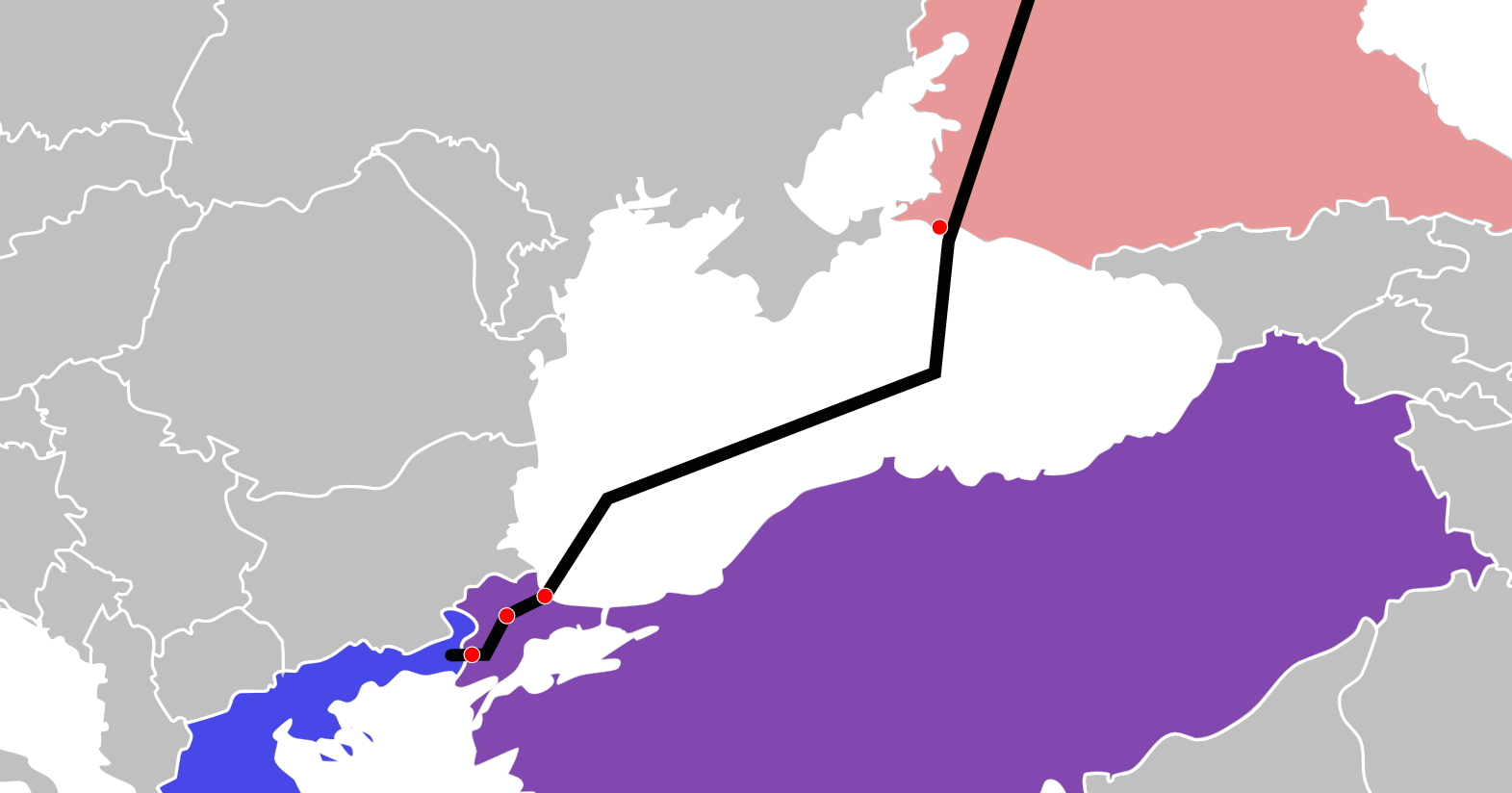
Recorrido de la tubería

Turkish Stream (el nombre no es oficial) es un proyecto de gasoducto que atraviesa el mar Negro que lleva gas natural desde Rusia a Turquía, para tener una alternativa en el suministro de gas de Rusia a Europa. El anuncio del proyecto fue hecho por el presidente ruso Vladímir Putin el 1 de diciembre de 2014, durante una visita a Turquía. Este proyecto reemplaza el proyecto South Stream.

Ruta del Turkish Stream y del Tesla Pipeline con la indicación de los países proveedores y los países atendidos.

El proyecto es una ampliación y complementación de otros proyectos de construcción de un gasoducto de Rusia a Europa, como la prevista ampliación del gasoducto Blue Stream, llamado Tesla Pipeline que va de Turquía a través de Bulgaria y Serbia hasta Hungría y Austria, y también del otro proyecto de Gasoducto Nabucco.

## Descripción
El gasoducto comienza en la estación de compresión de Russkaya cercano de Anapa. El Turkish Stream será un complemento al gasoducto Blue Stream, en servicio desde 2005.
Su capacidad será de 63 millardos de metros cúbicos por año de gas natural cuyos 14 millardos serán para el mercado turco y el resto exportado a Europa.